# Blocco Julija Tymošenko
Il Blocco Julija Tymošenko (in ucraino Блок Юлії Тимошенко?, Blok Juliї Tymošenko, BYuT) è stata una coalizione politica dell'Ucraina guidata da Julija Tymošenko, nata in occasione delle elezioni parlamentari del 2002 ed esistita fino al 2012.
Il Blocco, nato come opposizione al Partito Comunista dell'Ucraina, raccoglieva alcuni partiti liberali e nazionalisti:
- Unione Pan-Ucraina "Patria";
- Partito Popolare Ucraino "Sobor" e Partito Repubblicano Ucraino, poi fusi nel Partito Repubblicano Ucraino "Sobor" (fino al 2005-2006);
- Partito Socialdemocratico Ucraino (fino a marzo 2012);
- Partito Riforme e Ordine (da dicembre 2006).

## Storia
La formazione si presentò per la prima volta alle elezioni parlamentari del 2002; il BYuT raccolse appena il 7,2% dei voti, ma entrò a far parte del governo filo-occidentale guidato da Viktor Juščenko, sostenuto anche da Ucraina Nostra (NU, 23,6%) e dal Partito Socialista d'Ucraina (PSU, 6,8%). Il PCU scese al 19,9% dei voti e il blocco filo-russo "Ucraina Nostra" ottenne l'11,7% dei consensi.
Alle elezioni presidenziali del 2004, il BYuT sostenne la candidatura di Juščenko, che venne sconfitto al ballottaggio dal filo-russo Viktor Janukovyč del Partito delle Regioni. Le elezioni, però, vennero qualificate dagli osservatori dell'OSCE come non corrispondenti ai parametri internazionali. I sostenitori di Juščenko, che avevano già protestato circa l'attendibilità dei dati del primo turno, scesero in piazza e ottennero dalla Corte suprema la ripetizione del ballottaggio, vinto questa volta da Juščenko. Nella protesta, la cosiddetta "Rivoluzione arancione", la Tymošenko ebbe un ruolo di primo piano, tanto da venir nominata primo ministro.

### Elezioni parlamentari del 2006
Alle elezioni parlamentari del 2006, il BYuT salì al 22,3% dei voti, a tutto discapito degli alleati del Blocco Ucraina Nostra di Juščenko, che scesero al 13,9%, nonostante avessero inglobato anche il Partito Repubblicano Ucraino "Sobor".
La Tymošenko venne riconfermata Primo ministro, ma dopo appena tre mesi il governo cadde per la fuoriuscita del Partito Socialista d'Ucraina. Juščenko è stato, così, costretto a dare il mandato di presidente del consiglio a Janukovyč, sostenuto oltre che dal PR anche dal PCU e da NU.

### Elezioni parlamentari del 2007
Alle elezioni parlamentari del 2007, il blocco è stato formato da:
- Unione Pan-Ucraina "Patria"
- Partito Social Democratico Ucraino
- Partito Riforme ed Ordine

Il BJT ha ottenuto 156 seggi su 450, incrementando di 8 punti percentuali il risultato del 2006. Julija Tymošenko è stata eletta primo ministro con il sostegno di Ucraina Nostra.

### Dissoluzione
Il 15 marzo 2012 il Partito Socialdemocratico Ucraino viene espulso dalla coalizione per "collaborazione con l'amministrazione presidenziale e il regime al potere". In vista delle elezioni parlamentari del 2012, svoltesi in ottobre, il Partito Riforme e Ordine decide di formare una lista unica con Patria, in cui poi si scioglie il 15 giugno 2013.

## Ideologia
Il BYuT era una coalizione favorevole all'ingresso dell'Ucraina nell'Unione europea e nella NATO, presente in modo prevalente nelle regioni centrali ed occidentali del Paese. Le regioni centro-occidentali dell'Ucraina sono, infatti, popolate dalle minoranze polacche ed ungheresi, dai cattolici (sia di rito latino che bizantino) e dalla maggioranza degli ortodossi "autocefali", autonomi cioè dal Patriarcato di Mosca. Ciò ha reso favorevole l'attecchimento del Blocco, moderato e filo-europeo.